# Света Троица (Палюрия)
Вижте пояснителната страница за други значения на Света Троица.
„Света Троица“ (на гръцки: Αγίας Τριάδας) е възрожденска православна църква в гревенското село Палюрия, Егейска Македония, Гърция, част от Гревенската епархия на Вселенската патриаршия.
Храмът е разположен на хълм североизточно от селото в местността Палиохора (Старо село). Ценният иконостас с иконите, дело на художник от Бозово, е изработен в 1901 година. Надписът гласи:
| „ | ΕΓΕΝΑΙ ΔΙΑ ΣΥΝΔΡΟΜΗΣ ΚΑΙ ΕΠΙΤΡΟΠΕΒΩΝΤΟΣ ΤΟΥ ΚΑΙΡΙΟΥ ΕΥΑΓΓΕΛΟΥ ΠΑΠΑΚΩΝΣΤΑΝΤΙΝΟΥ ΕΣΤΩ ΕΙΣ ΒΟΗΘΕΙΑΝ ΤΟΥ ΕΝ ΕΤΕΙ 1901 ΤΗ 12η ΙΑΝΟΥΡΑΡΙΟΥ | “ |

В 2004 година църквата е обновена, а в 2008 година изписана изцяло.